# 罷免
罷免（ひめん）とは、公務員の職を強制的に免ずることをいう。

## 概要
「罷免」という表現は、単に役職のみを免じる場合と、役職のみならず公務員としての身分の剥奪も同時に行われる場合の両方について用いられる。公務員自らの意思により職を辞する場合は「辞職」または「辞任」と呼ばれ、罷免とは区別される。
「罷免」は特別の任用による職に用いる用語で、一般の公務員については「免職」を用いられる。
「罷免」や「免職」は、企業の社員等の解雇にあたる。

## 政治的任用

### 国務大臣の罷免
内閣総理大臣は、日本国憲法第68条の規定に基づき、国務大臣を任意に罷免することが可能である。罷免する理由としては、全会一致を要する閣議において、閣議決定・閣議了解の採択に反対する国務大臣が出た場合にその者を罷免し閣内意思の一致を図る例、あるいは内閣総理大臣がある大臣に国務大臣たるにふさわしくない行為があったと判断し辞任を促したものの当該大臣が非を認めず自主的辞任を拒んだため罷免する例などが挙げられる。
大日本帝国憲法の下では、国務大臣の任免は内閣総理大臣の権限事項ではなく天皇の専権事項（第10条）とされていたため、閣議案件に反対する大臣がいた場合、全会一致になるように説得させるか、内閣総辞職するかのいずれかを選択するしかなかった。特に軍部大臣現役武官制が存在していた時期には、軍部がその制度を通じて陸軍大臣・海軍大臣の選任に介入したため、軍部の意向に反する政権の維持は事実上不可能になっていた。
こうした反省から、新憲法では国務大臣の任免権は内閣総理大臣に帰属することとされた。日本国憲法第68条の「任意に」とは国務大臣の罷免には法的には何らの制約なく内閣総理大臣の自由な裁量によって決しうるという意味である。国務大臣の罷免についての政治上・道義上の当不当は本条の問題とは別の問題である。一般には国務大臣の罷免権は任命権と同じく内閣総理大臣の専権に属すると解されている。
なお、国務大臣の任免は天皇の国事行為であり、天皇によって認証される（日本国憲法第7条第5号）。したがって、内閣総理大臣の専権事項とされる罷免そのものの決定には閣議は不要とされるが、通説では天皇の国事行為である認証については内閣の助言と承認が必要であり閣議を要すると解している。ただし、事の性質上、この閣議において国務大臣の罷免を妨げることは許されず、罷免される国務大臣はこの内閣の助言と承認の決定に加わることができないと解されている。
辞令上、依願免（依願免官）の場合には「願に依り本官を免ずる」と表記されるのに対し、罷免の場合には「本官を免ずる」とだけ記され、「罷免」という単語が用いられることはない。
日本国憲法下における国務大臣の罷免例は、2021年（令和3年）現在、5例しかない。罷免の実例は少ないが、首相の罷免権を背景として形式上は自発的に辞任させられた更迭の事例は多く、このように罷免権は実質的に国務大臣に対して辞表を提出せしめる権限である。これは実際に罷免権を行使する場合には大臣が自ら辞任した場合以上に首相の任命責任を野党から問われかねないためである。内閣総理大臣による国務大臣に対する罷免権は、仮に全閣僚が首相の方針に反対したとしても、首相自らがすべての大臣を罷免・兼務してでも閣議決定・閣議了解を採択できる一人内閣を作れるほどの強い権限を持っており、「伝家の宝刀」としての機能を果たしているとされる。
| 年月日                    | 内閣            | 名前     | 役職               | 主な理由                                 |
| ------------------------- | --------------- | -------- | ------------------ | ---------------------------------------- |
| 1947年（昭和22年）11月4日 | 片山内閣        | 平野力三 | 農林大臣           | 米価問題とGHQの意向                      |
| 1953年（昭和28年）3月3日  | 第4次吉田内閣   | 広川弘禅 | 農林大臣           | 衆議院議員吉田茂（首相）懲罰動議採決欠席 |
| 1986年（昭和61年）9月9日  | 第3次中曽根内閣 | 藤尾正行 | 文部大臣           | 韓国併合に関する見解                     |
| 2005年（平成17年）8月8日  | 第2次小泉内閣   | 島村宜伸 | 農林水産大臣       | 衆議院解散の閣議決定への署名拒否         |
| 2010年（平成22年）5月28日 | 鳩山由紀夫内閣  | 福島瑞穂 | 内閣府特命担当大臣 | 普天間基地移設問題に関する閣内不一致     |

### 副大臣・大臣政務官・内閣総理大臣補佐官の罷免
国家行政組織法第16条・第17条と内閣府設置法第13条・第14条と復興庁設置法第9条・第10条と内閣法第19条により、副大臣と大臣政務官と内閣総理大臣補佐官は各省大臣（内閣府副大臣・内閣府大臣政務官・首相補佐官の場合は内閣総理大臣）の申出により、内閣が罷免できると規定されている。
憲法に規定された閣僚任免権と内閣法に規定された閣議の全会一致規定から、副大臣と大臣政務官と首相補佐官の罷免権は最終的に首相が留保しており、また首相が閣僚罷免権を背景にいつでも発動することができる。
政務次官、副大臣、大臣政務官の罷免例は何回かある。
| 年月日                    | 内閣          | 名前       | 役職               | 主な理由                                                           |
| ------------------------- | ------------- | ---------- | ------------------ | ------------------------------------------------------------------ |
| 1953年（昭和28年）3月2日  | 第4次吉田内閣 | 松浦東介   | 農林政務次官       | 衆議院議員吉田茂（首相）懲罰動議採決欠席                           |
| 1953年（昭和28年）3月2日  | 第4次吉田内閣 | 越智茂     | 厚生政務次官       | 衆議院議員吉田茂（首相）懲罰動議採決欠席                           |
| 2005年（平成17年）7月5日  | 第2次小泉内閣 | 滝実       | 法務副大臣         | 郵政民営化反対                                                     |
| 2005年（平成17年）7月5日  | 第2次小泉内閣 | 能勢和子   | 環境大臣政務官     | 郵政民営化反対                                                     |
| 2005年（平成17年）7月5日  | 第2次小泉内閣 | 衛藤晟一   | 厚生労働副大臣     | 郵政民営化反対                                                     |
| 2005年（平成17年）7月5日  | 第2次小泉内閣 | 森岡正宏   | 厚生労働大臣政務官 | 郵政民営化反対                                                     |
| 2005年（平成17年）8月8日  | 第2次小泉内閣 | 柏村武昭   | 防衛庁長官政務官   | 郵政民営化反対                                                     |
| 2009年（平成21年）1月14日 | 麻生内閣      | 松浪健太   | 内閣府大臣政務官   | 補正予算の衆議院採決棄権                                           |
| 2021年（令和3年）2月1日   | 菅義偉内閣    | 田野瀬太道 | 文部科学副大臣     | 不祥事（新型コロナウイルス感染症まん延による緊急事態宣言下の外出） |

### 特命全権大使・特命全権公使の罷免
外務公務員法第8条では特命全権大使及び特命全権公使は外務大臣の申出により内閣が罷免ができると規定されている。
憲法に規定された閣僚任免権と内閣法に規定された閣議の全会一致規定から、大使と公使の罷免権は最終的に首相が留保しており、また首相が閣僚罷免権を背景にいつでも発動することができる。
| 年月日                   | 内閣          | 名前     | 役職                   | 主な理由     |
| ------------------------ | ------------- | -------- | ---------------------- | ------------ |
| 2002年（平成14年）4月2日 | 第1次小泉内閣 | 東郷和彦 | 在オランダ特命全権大使 | 鈴木宗男事件 |

### その他の罷免
内閣法第15条～第18条では内閣危機管理監と国家安全保障局長と内閣官房副長官補と内閣広報官と内閣情報官は内閣総理大臣の申出により、内閣が罷免できると規定されている。
憲法に規定された閣僚任免権と内閣法に規定された閣議の全会一致規定から、内閣危機管理監と国家安全保障局長と内閣官房副長官補と内閣広報官と内閣情報官の罷免権は最終的に首相が留保しており、また首相が閣僚罷免権を背景にいつでも発動することができる。

## 政治的任用以外

### 裁判官の罷免
裁判官の罷免は日本国憲法第78条と日本国憲法第79条に規定され、以下の三つの場合以外では罷免されない。
1. 心身の故障により職務を執ることができないと裁判で決定された場合。
2. 公の弾劾[注 1]による場合。
3. 衆議院議員総選挙の際に国民審査を受け、投票者の多数が罷免を可とされた場合（最高裁判所裁判官のみ）。

## その他
日本国憲法第15条にて、公務員を罷免する権利を国民が有し、日本国憲法第16条では公務員の罷免を請願する権利を有する。現状では、日本国民が各種公務員の罷免を請求する場合、『罷免の請願』と言う請願形式で行うのが一般的である。
地方自治体の要職者については、有権者が規定された一定数の解職請求の署名を集めた上で、公職については住民投票で解職賛成が上回れば、地方役員については地方議会で特別議決を経れば、任期が終わる前に解職することが可能なリコール制度が存在する。